# Saiha
Saiha är en ort i Indien.   Den ligger i delstaten Mizoram, i den östra delen av landet, 1 700 km öster om huvudstaden New Delhi. Saiha ligger 1 045 meter över havet och antalet invånare är 22 654.
Terrängen runt Saiha är bergig åt nordost, men åt sydväst är den kuperad. Runt Saiha är det ganska glesbefolkat, med 35 invånare per kvadratkilometer. Det finns inga andra samhällen i närheten. I omgivningarna runt Saiha växer i huvudsak städsegrön lövskog.